# Daniel Kaplan (né en 1962)
Pour les articles homonymes, voir Kaplan et Daniel Kaplan.
Daniel Kaplan, né le 24 février 1962, est un penseur français et un acteur du numérique et de son développement économique et social. En 2000, il a co-fondé la Fondation internet nouvelle génération (Fing), qu'il a dirigé jusqu'en décembre 2016.

## Biographie
Lors de ses études d'économie et de sciences politiques, il participe à la fondation d'un syndicat étudiant, PSA (Pour un Syndicalisme Autogestionnaire).
En 1986, il crée JKLM, l'une des premières agences de communication électronique.
À partir de 1994, il s'implique dans le développement de l'Internet en France et dans le monde. En France, il participe à la fondation du chapitre français de l'Internet Society (Isoc France) et dirige une série de rapport « Internet, les enjeux pour la France ». À l'échelle internationale, il joue un rôle dans la création de l'Icann et occupe brièvement des fonctions au sein de l'Internet Society. De 2004 à 2008, il fait partie du Comité consultatif d'experts du programme eEurope de la Commission européenne.
En 2000, il fonde la Fondation internet nouvelle génération (Fing), dont il devient délégué général jusqu'en décembre 2016. Il développe par la suite un projet de prospective, "Imaginizing the Future", ainsi qu'un réseau mondial consacré aux imaginaires du futur, l'Université de la Pluralité, dont il assure la direction.
En 2002, il est désigné par le magazine Newbiz comme le 42e des « 100 personnalités qui transforment la France ».
Il a rejoint en juillet 2011 l'équipe de campagne de Martine Aubry pour l'élection présidentielle de 2012, chargé du sujet « Société numérique ».
Le 19 janvier 2013, il est nommé membre du Conseil national du numérique créé le 29 avril 2011 par Nicolas Sarkozy. Il est renouvelé en 2016 et démissionne en juillet 2017.